# Ђилин (град)
Ђилин (кин: 吉林, Jílín) је један од административних градова североисточне покрајине Ђилин, Кина. Према процени из 2009. у граду је живело 2.150.510 становника.
Други назив за град Ђилин је Ривер Сити односно Град на Реци. То име град је добио по чувеној изреци цара Кангксија, али и по реци Сунгари која буквално опкољава град.

## Географија
Град Ђилин смештен је у брдовитом пределу у централном делу покрајине Ђилин. Захваљујући томе што се налази на самој обали реке Сунгари, Ђилин је важан туристички и индустријски град.

### Клима
| Клима (Ђилин)               | Клима (Ђилин) | Клима (Ђилин) | Клима (Ђилин) | Клима (Ђилин) | Клима (Ђилин) | Клима (Ђилин) | Клима (Ђилин) | Клима (Ђилин) | Клима (Ђилин) | Клима (Ђилин) | Клима (Ђилин) | Клима (Ђилин) | Клима (Ђилин)  |
| Показатељ \ Месец           | .Јан.         | .Феб.         | .Мар.         | .Апр.         | .Мај.         | .Јун.         | .Јул.         | .Авг.         | .Сеп.         | .Окт.         | .Нов.         | .Дец.         | .Год.          |
| --------------------------- | ------------- | ------------- | ------------- | ------------- | ------------- | ------------- | ------------- | ------------- | ------------- | ------------- | ------------- | ------------- | -------------- |
| Апсолутни максимум, °C (°F) | 5,4 (41,7)    | 12,8 (55)     | 20,0 (68)     | 30,6 (87,1)   | 34,8 (94,6)   | 35,1 (95,2)   | 35,4 (95,7)   | 35,7 (96,3)   | 30,4 (86,7)   | 27,9 (82,2)   | 19,6 (67,3)   | 11,5 (52,7)   | 35,7 (96,3)    |
| Просек, °C (°F)             | −17,3 (0,9)   | −13,4 (7,9)   | −2,6 (27,3)   | 7,3 (45,1)    | 14,7 (58,5)   | 20,1 (68,2)   | 22,8 (73)     | 21,2 (70,2)   | 14,6 (58,3)   | 6,4 (43,5)    | −3,6 (25,5)   | −13,1 (8,4)   | 4,76 (40,57)   |
| Апсолутни минимум, °C (°F)  | −40,3 (−40,5) | −37,3 (−35,1) | −27 (−17)     | −12,1 (10,2)  | −7,5 (18,5)   | 5,0 (41)      | 10,7 (51,3)   | 5,3 (41,5)    | −4,1 (24,6)   | −15,6 (3,9)   | −29,1 (−20,4) | −36,4 (−33,5) | −40,3 (−40,5)  |
| Количина падавина, mm (in)  | 4,6 (1,81)    | 6,5 (2,56)    | 14,0 (5,51)   | 28,6 (11,26)  | 57,2 (22,52)  | 108,6 (42,76) | 171,5 (67,52) | 134,9 (53,11) | 64,8 (25,51)  | 36,6 (14,41)  | 12,8 (5,04)   | 6,7 (2,64)    | 646,8 (254,65) |
| [ тражи се извор ]          |               |               |               |               |               |               |               |               |               |               |               |               |                |

## Становништво
Према процени, у граду је 2009. живело 2.150.510 становника.
| 1990.     | 2000.     | 2009.     |
| --------- | --------- | --------- |
| 1.011.486 | 1.554.000 | 2.150.510 |

## Привреда

### Индустрија
Ђилин је један од важних индустријских градова истоимене покрајине. У близини Ђилина налази се хемијска индустрија и рафинерија нафте.

### Туризам
Ђилин је веомо популаран град међу кинеским туристима. Највише туриста долази из унутрашњости и са југа земље да би уживали у зимским лепотама Ђилина.

## Спорт
Зимски спортови као што су санкање, скијање и клизање су веома популарни у Ђилину.

## Партнерски градови
- Накада, Приморски крај, Русија - Јул, 1991.